# Star Houses
|  | Denne artikel er oprettet af botten Steenthbot ud fra en ekstern database. Den kan derfor have sproglige fejl eller mangler. Denne skabelon kan fjernes efter kontrol af indholdet. |

Star Houses er en dansk dokumentarfilm fra 2017 instrueret af Torben Kjelstrup og Nanna Rebekka.

## Handling
'Star Houses' følger en gruppe arkitekter i processen med at udvikle prototypen på et malaria-sikkert hus i Tanzania, designet i samarbejde med det lokale fællesskab i et innovativt forsøg på at sikre sundheden for millioner af mennesker i landene syd for Sahara. Med inspiration fra asiatisk byggestil udvikler arkitekterne en helt ny type bæredygtige hjem, der både tager hensyn til faktorer som luftfugtighed og den lokale tilgængelighed af byggematerialer - men frem for alt til den menneskelige velvære. Enkle, men gode idéer, som vi ser tage form og blive til kreative løsninger på noget, der alt for længe har været et problem.

## Medvirkende
- Jakob Knudsen, Arkitekt
- Lorenz von Seidlein